# Hedycarya angustifolia
Hedycarya angustifolia conocida como Morera Australiana (Australian Mulberry) es un árbol del bosque lluvioso del sureste Australia. El hábitat son los bosques de clima fresco, con frecuencia a elevada altitud. Ocasionalmente se le ve bordeando los bosques esclerófilos.
El rango de su distribución natural es desde Isla King (39° S) en el Estrecho de Bass hasta el interior del continente Australiano en el estado de Victoria, pasando por Nueva Gales del Sur hasta la Cadena Conondale (26° S) en el interior del sureste de Queensland.

## Descripción
Es un arbusto o árbol pequeño, sin embargo ocasionalmente alcanza una altura de 20 metros y un diámetro en el tronco de 40 cm. El tronco está usualmente torcido y con varios tallos. La corteza es delgada; de color gamuza o gris, más bien lisa con algunas líneas verticales.
Las hojas son alternadas, dentadas, ovadas a lanceoladas con el extremo puntiagudo; de 8 a 20 cm de largo. El tallo de la hoja mide de 8 a 20 mm de largo. La vena central está levantada en el envés, pero hundida en el haz. Las venas de la hojas son fáciles de identificar.
Flores verdosas se forman en racimos como cimas en los meses de agosto a octubre. El fruto es una drupa amarilla carnosa, madurando de diciembre a enero.

## Usos
Los aborígenes australianos usaron la madera para hacer puntas de lanza.

## Taxonomía
Hedycarya angustifolia fue descrita por Allan Cunningham  y publicado en Annals of Natural History 1: 215. 1838.